# Christel Irmscher
Christel Irmscher (* 14. April 1946 in Sachsenhagen) ist eine deutsche Künstlerin.
Nach einem Studium der Kunstpädagogik arbeitete Irmscher zunächst in unterschiedlichen Institutionen der Kunstpräsentation und -vermittlung (u. a. an der HBK Braunschweig). Seit 1986 ist sie als freie Künstlerin in Göttingen tätig. Ihr Werk umfasst vor allem Gemälde und Installationen.
2007 hat Irmscher die Göttinger Kunst-Initiative stallarte mitgegründet.

## Einzelausstellungen (Auswahl)
- 1990 Kunstsequenzen „Raumdialoge“ - Künstlerhaus Göttingen, Weißer Raum
- 1992 Kunstsequenzen „Blitzschlag mit Lichtenberg und Adler“ – Künstlerhaus Göttingen, Weißer Raum
- 1993 „Rätselbilder“ - Künstlerhaus Göttingen
- 1993 „Tor und Rund“ – Volksbank Göttingen
- 1997 „Natura morte und andere Bilder“ – Vertretung des Landes Niedersachsen, Bonn
- 1998 „Gepunktet“ - Stadtmuseum Oldenburg
- 1999 „pünktlich“ Bilder und Bildobjekte - Kunstverein Schöningen
- 1999 „mater matrix“ - Städtisches Museum Göttingen
- 1999 Kunstsequenzen „Expo 2000“ -  Künstlerhaus Göttingen, Weißer Raum

- 2002 „Panorama“ (Einzelwerk in Abfolge) Mola, Hann. Münden
- 2002 „Skulptur“ (Einzelwerk in Abfolge) Mola, Hann. Münden
- 2004 „Kunstwandelgang“ - 12 Stationen in Göttingen
- 2004 „Mephisto“ Galerie im Deutschen Theater Göttingen
- 2005 Konzeption für eine Dauerinstallation in der Volksbank Hannover/Garbsen
- 2006 „Dauerbildinstallation“ Fertigstellung und Einrichtung der Installation in der Volksbank, Hannover/Garbsen
- 2007 Kunstsequenzen „Vor Ort - auf Zeit“ Künstlerhaus Göttingen, Weißer Raum

## Ausstellungsbeteiligungen (Auswahl)
- 1995 „Kunst in der Paulinerkirche“ - Niedersächsische Staats- und Universitätsbibliothek, Göttingen, Paulinerkirche (Göttingen)
- 2000 „Im Zeichen des Schafes“ von Ötzi zu Dolly von Jan van Eyck zu Beuys –Fabrikmuseum Delmenhorst
- 2003 „Der andere Blick“ - Eröffnungsausstellung der Europäischen Produzentengalerie, Göttingen
- 2005 „Am Anfang war das Unbekannte“ Arbeiten aus der Sammlung Alexander Baier und Gabriele Baier – Jagozinzki, Villa Streccius e.V., Landau in der Pfalz; Emschertal-Museum, Herne
- „Werkgruppen“ Städtische Galerie Speyer
- 2007 „Salon Salder“, Salzgitter - Neues aus Niedersächsischen Ateliers
- 2008 „Kunst im Ort“, Göttingen - Erstes Sommerfestival des stallarte e.V.